# 白子駅前
白子駅前（しろこえきまえ）は三重県鈴鹿市の地名。丁番を持たない単独町名である。地名が指す通り、近鉄名古屋線白子駅の所在地で、同駅の西口に当たる。

## 地理
鈴鹿市南東部に位置する。駅前であることから商業施設や宿泊施設、個人経営の医療機関、金融機関、住宅などが立地する。
北は南江島町、東は白子本町、南は白子三丁目、西は白子四丁目及び白子町と接する。

## 歴史
1978年（昭和53年）11月1日にそれまでの白子町が分割された際に、白子駅前として誕生した。

### 地名の由来
文字通り、白子駅の前にあることから命名された。「白子」の名は白貝・白魚が訛ったという説が有力視されている。

### 沿革
- 1889年（明治22年）4月1日 - 町村制施行により、奄芸郡白子町白子となる。
- 1896年（明治29年）3月29日 - 奄芸郡が河曲郡と合併したことにより河芸郡白子町白子となる。
- 1942年（昭和17年）12月1日 - 市町村合併により、鈴鹿市白子町となる。
- 1978年（昭和53年）11月1日 - 白子町が分割され、鈴鹿市白子駅前となる。

### 町名の変遷
| 実施後   | 実施年月日                | 実施前                                                              |
| -------- | ------------------------- | ------------------------------------------------------------------- |
| 白子駅前 | 1978年（昭和53年）11月1日 | 白子町（字 長オサ・深田・境後・寺地の一部） 江島町（字 後端の一部） |

## 世帯数と人口
2019年（令和元年）6月30日現在の世帯数と人口は以下の通りである。
| 町丁     | 世帯数  | 人口  |
| -------- | ------- | ----- |
| 白子駅前 | 468世帯 | 949人 |

### 人口の変遷
国勢調査による人口の推移。
| 1995年（平成7年）  | 1,112人 | [ 7 ]  |  |
| 2000年（平成12年） | 1,044人 | [ 8 ]  |  |
| 2005年（平成17年） | 1,000人 | [ 9 ]  |  |
| 2010年（平成22年） | 1,068人 | [ 10 ] |  |
| 2015年（平成27年） | 944人   | [ 11 ] |  |

### 世帯数の変遷
国勢調査による世帯数の推移。
| 1995年（平成7年）  | 392世帯 | [ 7 ]  |  |
| 2000年（平成12年） | 398世帯 | [ 8 ]  |  |
| 2005年（平成17年） | 430世帯 | [ 9 ]  |  |
| 2010年（平成22年） | 476世帯 | [ 10 ] |  |
| 2015年（平成27年） | 464世帯 | [ 11 ] |  |

## 学区
市立小・中学校に通う場合、学区は以下の通りとなる。
| 番・番地等 | 小学校             | 中学校               |
| ---------- | ------------------ | -------------------- |
| 全域       | 鈴鹿市立白子小学校 | 鈴鹿市立鼓ヶ浦中学校 |

## 交通
鉄道
- 近鉄名古屋線白子駅

バス
白子駅西バス停
- 三重交通（中勢営業所管内）
  - 01系統 平田町駅
  - 02・05系統 鈴鹿中央病院
  - 03系統 鈴鹿サーキット
- C-BUS（コミュニティバス）
  - 白子・平田線 ベルシティ

道路
- 国道23号
- 三重県道41号亀山鈴鹿線
- 三重県道642号国府白子停車場線

## 施設
- 近鉄名古屋線白子駅
- 鈴鹿警察署白子交番
- そよら鈴鹿白子（旧・白子ショッピングタウンサンズ）
  - イオンスタイル鈴鹿白子
- 鈴鹿市役所白子地区市民センター
- 三十三銀行白子支店
- 北伊勢上野信用金庫白子支店
- 鈴鹿市観光協会
- 鈴鹿ストーリアホテル
- コンフォートホテル鈴鹿
- eisu白子駅前校

## その他

### 日本郵便
- 郵便番号 : 510-0241[4]（集配局：白子郵便局[13]）。